# Vehicle llançaponts blindat

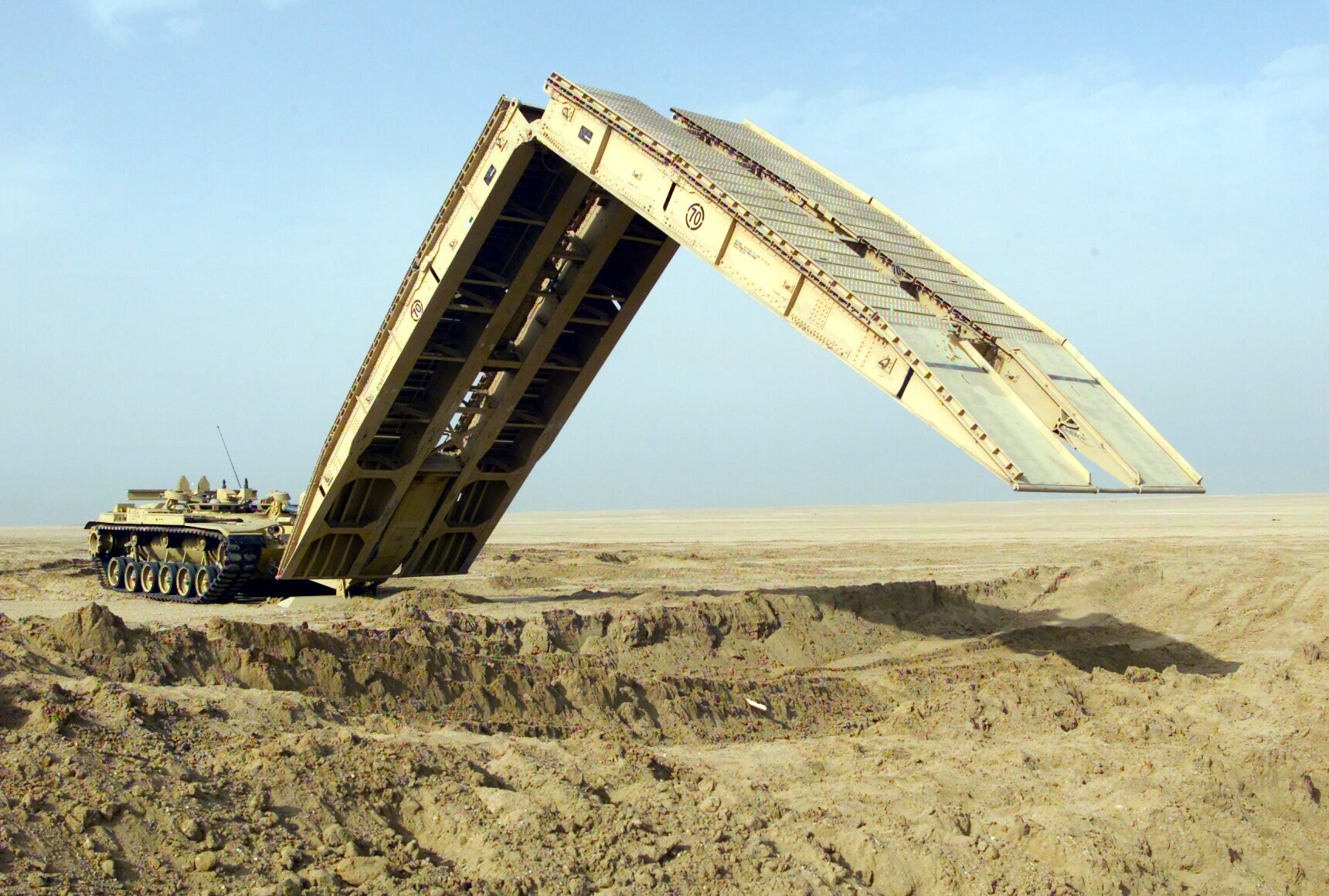
Tanc llançaponts M60A1 amb segments de pont plegables.

Un vehicle llançaponts blindat és un vehicle blindat que es fa servir per facilitar el pas d'altres vehicles a través de rius i rierols.

## Característiques
Hi ha models amb segments de pont plegables o retràctils. En ambdós casos se serveixen d'un equipament hidràulic per aconseguir la seva posició final. D'aquesta forma es permet el pas a altres vehicles sobre obstacles infranquejables per la seva profunditat o amplària.
El principal ús és el militar. El seu gran avantatge és la ràpida execució del pont, però el seu desavantatge és que es camuflen amb dificultat, ja que els plegables eleven els segments una altura de 10 metres, la qual cosa fa que es puguin albirar en la distància. És per això que molts models fan lliscar els segments del pont en direcció horitzontal en lloc de plegar-se.
Aquests vehicles, destinats a oferir transport a la infanteria en el camp de batalla, estan blindats, encara que en menor mesura que els tancs, i estan equipats amb metralladores, morters o amb míssils antitancs. Alguns exemples d'aquest tipus de vehicles són el M48 AVLB, PSB 2, tots dos de fabricació alemanya així com el M104 Wolverine nord-americà.